# 진고도
진고도(眞高道, ?~?)는 백제 근구수왕 때의 외척이며, 대성팔족 중의 하나인 진(眞)씨 출신 귀족이다.

## 개요
376년(근구수왕 2) 수상격인 내신좌평(內臣佐平)에 임명되면서, 왕으로부터 정사(政事)를 위임받았다. 이것은 당시 진씨(眞氏)가 왕비족으로서, 백제 지배세력 내에서 최고의 위치를 차지하고 있었음을 보여준다.

## 가계
- 아버지 : 서산 진씨(瑞山 眞氏)
- 어머니 : 미상
  - 형 : 진정(眞淨)
  - 문신 : 진고도(眞高道)
    - 딸 : [출처 필요]아이부인
    - 사위 : 근구수왕
      - 외손자 : 침류왕
      - 외손자 : 진사왕

## 진고도가 등장한 작품

### 드라마
- 《근초고왕》(KBS, 2010년~2011년, 배우:김형일)

## 같이 보기
- 아이부인

## 참조
1. ↑  “한국역대인물 종합정보 시스템”. 2016년 3월 19일에 원본 문서에서 보존된 문서. 2011년 4월 12일에 확인함.